# 大南亮
大南 亮（おおみなみ りょう、男性）は、徳島県名西郡出身の日本のブラジリアン柔術家で黒帯4段。グレイシーバッハ徳島の代表を務める。

## 来歴・人物
ブラジルリオデジャネイロのグレイシーバッハ本部への二度のブラジル修行を経て、2008年にカーロス・グレイシーJr.から黒帯を授与される。2009年JBJJF全日本選手権アダルト黒帯オープンクラス優勝。2010年IBJJFアジア・オープンアダルト黒帯フェザー級優勝。2012年からアメリカ・イリノイ州グレイシーバッハ・ダウナーズグローヴにてインストラクターを務め、2014年にグレイシーバッハ徳島を設立した。